# Fritz Künzli
Fritz Künzli (Glarus, 8 januari 1946 - 22 december 2019) was een Zwitsers voetballer die speelde als aanvaller.

## Carrière

### Club
Op negenjarige leeftijd begon de zoon van de herbergier uit Ennetbühls bij Ennenda met voetballen in de jeugdafdeling van FC Glarus. Zes jaar later kon hij, dankzij een speciale vergunning, in het eerste elftal van de club spelen, dat toen naar de 2e divisie (vierde hoogste klasse) promoveerde. In 1963, als 17-jarige, maakte Künzli deel uit van een 2e divisie team dat de voorwedstrijd speelde van de achtste finalewedstrijd van de Europacup tussen FC Zürich en Galatasaray Istanbul op de Letzigrund in Zürich. Al in 1964 kreeg Künzli een aanbod van Grasshopper Club Zürich in Gasthaus Sonne, de zaak van zijn ouders; de vertegenwoordiger van de club werd echter door zijn vader weggejaagd.
President Edi Nägeli tekende Künzli een paar dagen later voor het schamele bedrag van 8000 frank, en de aanvaller ontwikkelde zich al snel tot een uiterst succesvol doelpuntenmaker. In zijn tweede jaar in Zurich won hij de dubbel met de club in 1966. Hij droeg met 28 doelpunten in 26 wedstrijden bij aan het tweede kampioenschap van de club in 1968. Hij was drie keer topscorer in de Zwitserse competitie met FC Zurich in 1967, 1968 en 1970. Hij won vier bekers in 1966, 1970, 1972 en 1973 en vormde een efficiënt duo met Jakob Kuhn, die op het middenveld speelde, tijdens zijn tijd bij FCZ. Bij de eerste kampioenszege in 1966 speelde Künzli aan de zijde van ex-Hamburg speler Klaus Stürmer. Friedhelm Konietzka voorzag hem van assists in de bekeroverwinning van 1972. In 1973 verhuisde hij naar FC Winterthur, met wie hij in 1973 de ligabekerfinale en in 1975 de Zwitserse bekerfinale haalde. Tegen het einde van zijn carrière speelde hij voor Lausanne Sports en verzekerde zich voor de vierde keer van de topschutterstitel in het seizoen 1977/78.
In 1978 kwam hij voor een paar maanden naar de Verenigde Staten, waar hij een lucratief aanbod kreeg van de San Diego Sockers in de North American Soccer League, kortweg NASL, waar hij het equivalent van 10.000 frank per maand verdiende en leefde wat hij zelf omschreef als een vorstelijk leven. In die tijd opende Künzli een kleine bakkerij in een Californisch winkelcentrum, waar hij voornamelijk Glarus-taarten verkocht. Bij de Sockers speelde hij echter slechts in twee competitiewedstrijden en scoorde hij één doelpunt. Datzelfde jaar vertrok hij naar de rivaal Houston Hurricane, een ploeg die, net als de Sockers, een van de slechtste bezoekersrecords had in de 24 ploegen tellende competitie. Hij maakte nog meer opwachting bij de Texanen, in totaal acht keer voor het kampioenschap (twee doelpunten), maar slaagde er opnieuw niet in wonderen te verrichten en keerde nog hetzelfde jaar terug naar Lausanne Sports, waar hij het jaar daarop in 1979 een punt achter zijn profcarrière zette.

### Nationale ploeg
Hij maakte zijn debuut voor de nationale ploeg onder coach Alfredo Foni op 17 oktober 1965 in de Wereldbeker kwalificatiewedstrijd in Amsterdam tegen Nederland. Hij maakte de tweede en derde wedstrijd uit op het WK 1966 in Engeland tegen Duitsland en Argentinië. Zijn eerste doelpunt kwam er in een 4-2 nederlaag in Roemenië op 2 november 1966 in een EK-kwalificatiewedstrijd. Toen Zwitserland Roemenië op 24 mei 1967 in de groepsfase van het Europees kampioenschap in Zürich met 7-1 versloeg, scoorde hij twee doelpunten, net als Nati-collega Rolf Blättler. Tegen de superieure groepswinnaars Italië behaalden de "Nati" op 18 november 1967 in Bern een 2-2 gelijkspel voor 53.137 toeschouwers. In de 69e minuut van de wedstrijd had Künzli met een spectaculaire duikkopbal de Zwitsers op een 2-1 voorsprong gezet. Luigi Riva maakte gelijk met een geconverteerde strafschop in de 84e minuut. Net als zijn teamgenoten Richard Dürr, Karl Odermatt en René-Pierre Quentin, speelde Künzli alle zes groepswedstrijden in de kwalificatie voor het Europees kampioenschap van 1968, waarin hij vijf doelpunten scoorde. Hij verliet de "Nati" als invaller op 16 november 1977 onder bondscoach Roger Vonlanthen in de 4-1 nederlaag tegen Duitsland in Stuttgart. Na 44 interlands met 14 doelpunten kwam er een einde aan zijn interlandoptredens.

## Erelijst
- FC Zürich
  - Landskampioen: 1966, 1968
  - Zwitserse voetbalbeker: 1966, 1970, 1972, 1973
- Persoonlijk
  - Topschutter: 1967, 1968, 1970, 1978